# 花祭 (2009年のテレビドラマ)
『花祭』（はなまつり）は、2009年10月3日の14:00～15:24に放送された中部日本放送（CBC中部日本放送）制作の単発テレビドラマ。
平成21年度文化庁芸術祭参加作品。

## 概要
- 愛知県東栄町に伝わる花祭を題材とする。地域の過疎化による参加者減少により存亡の危機に立たされた花祭の復興に奔走する女性の奮闘を描く。

## スタッフ
- 脚本 - 市川森一
- 演出 - 堀場正仁
- 音楽 - 丸山和範
- 題字 - 矢野きよ実
- ロケ協力 - 愛知県東栄町、布川花祭保存会、東海旅客鉄道、ほの国東三河ロケ応援団　ほか
- 方言指導 - 伊沢勉
- 技術協力 - エヌティーピー、若尾綜合舞台
- プロデューサー - 堀場正仁、冨永晃一
- 制作協力 - CBCクリエイション、名古屋東通企画
- 製作著作 - 中部日本放送

## キャスト
- 白山茜 - 高畠華澄
- 白山宝助 - 橋爪功
- 白山乙弥 - 大滝秀治
- 及川栄作 - 蟹江一平
- 池田又一 - 古原靖久
- 白山久子 - 立石凉子
- 白山幸次郎 - 山本哲也
- 白山伸吾 - 中原裕也
- 白山優子 - 西山諒
- 保坂伝三郎 - 池田博
- 香田透 - 石原由宇
- 寺内達夫 - 山内基寛
- 保坂陽助 - 小川弦
- 植木ケイ - 土田愛実
- 白山珠代（声のみ） - 小島範子
- 白山一郎 - 長岡星来
- 白山二郎 - 長岡星七
- 及川奈津 - 木田ゆきの
- 居酒屋店主 - 深山義夫
- アンティーク店主 - 木村庄之助
- 法事客 - 伊沢勉
- MiNo、伴野一磨

## エンディングテーマ
- 志多ら『穂の国〜黄金の風』